# Błażej Warkocki
Błażej Warkocki (ur. 1977) – polski krytyk literacki, naukowiec i wykładowca na Uniwersytecie im. Adama Mickiewicza w Poznaniu.

## Życiorys
Obronił pracę doktorską na Wydziale Filologii Polskiej i Klasycznej Uniwersytetu im. Adama Mickiewicza w Poznaniu. Wyróżniony w konkursie im. J. J. Lipskiego (2002); laureat stypendium artystycznego miasta Poznania za działalność krytycznoliteracką (2004). Członek zespołu „Krytyki Politycznej”. Publikuje recenzje i krytyki literackie w internetowym czasopiśmie kulturalnym Dwutygodnik wydawanym przez Narodowy Instytut Audiowizualny. Publikował również w czasopismach takich jak: „Czas Kultury”, „Ha!art”, „FA-art”, „Teksty Drugie”, „Pogranicza”, „Poznańskie Studia Polonistyczne” i innych.
Autor interpretacji rozmaitych wątków współczesnej polskiej kultury z perspektywy teorii queer, czego przykładem była jego książka „Homo niewiadomo”, którą krytyk literacki, prof. Przemysław Czapliński, określił jako wybitną. W badaniach nad literaturą polską stosuje koncepcje Eve Kosofsky Sedgwick.

## Publikacje
- Kalendarium życia literackiego 1976-2000: wydarzenia, dyskusje, bilanse, wspólnie z Przemysławem Czaplińskim, Maciejem Lecińskim i Elizą Szybowicz, Wydawnictwo Literackie, Kraków 2003, ISBN 83-08-03511-6
- Homofobia po polsku (red.), wspólnie ze Zbyszkiem Sypniewskim, Wydawnictwo Sic!, Warszawa 2004, ISBN 83-88807-55-2
- Homo niewiadomo. Polska proza wobec odmienności, Wydawnictwo Sic!, Warszawa 2007, ISBN 978-83-60457-34-4
- Różowy język. Literatura i polityka kultury na początku wieku, Krytyka Polityczna, 2013, ISBN 978-83-63855-34-5
- Pamiętnik afektów z okresu dojrzewania. Gombrowicz – queer – Sedgwick, Wydawnictwo Naukowe UAM oraz Wydawnictwo IBL PAN, Poznań – Warszawa 2018, ISBN 978-83-232-3278-0
- Dezorientacje. Antologia polskiej literatury queer, wspólnie z Alessandro Amenta, Tomaszem Kaliściakiem, Krytyka Polityczna, 2021, ISBN 978-83-66586-52-9